# Solange Masumbuko
Pour les articles homonymes, voir Masumbuko.
Solange Masumbuko, née le 31 juillet 1975 à Bukavu en République démocratique du Congo, est une femme politique et docteure en communication.

## Parcours politique et universitaire
Le 13 février 2019, Solange Masumbuko Nyenyezi Amisi devient députée de la circonscription Lukunga de la province de Kinshasa. En tant qu'élue du peuple congolais, elle porte le titre « honorable ». Elle appartient au groupe parlementaire du président Félix Tshisekedi, appelé l'Alliance des Forces démocratiques du Congo et alliés (AFDC-A de Bahati) ainsi que « l'Union sacrée de la nation ». Elle en est rapporteuse adjointe et avait participé à la fondation.
Elle est aussi experte à la cellule technique du cabinet du Président de l'Assemblée nationale et coordonnatrice adjointe chargée d'administration et des finances du projet « PROCER ».
En août 2022, elle est diplômée d'un DEA en communication sociale mention Grande distinction à l'Université catholique du Congo (UCC). Son mémoire, liée à son activité politique, est intitulée « la communication publique du Président Félix-Antoine Tshisekedi : analyse du discours sur l’État de la nation au prisme de la sémiotique politique ». Il porte sur l'analyse du discours publique sur l’État comme forme de communication politique permettant de saisir les enjeux des institutions et des espaces sociaux contemporains en s'appuyant sur la thèse de Marcel Burger. Elle devient ensuite enseignante d'université en tant qu'assistante de professeur (équivalent de maîtresse de conférence) en 2ème mandat à l'Université Pédagogique Nationale (UPN).
En 2023, elle se concentre sur la préparation des élections présidentielles avec son parti.

## Engagements humains
Solange Masumbuko est engagée dans la lutte contre la pauvreté et l'insécurité,, ainsi que le combat pour l'émancipation des jeunes et les droits des femmes.
Elle est la présidente et représentante pays de l'ONG Action pour l'Autonomisation et le Développement des Communautés Africaines (ADEAC). L'organisation créée en 2015, vise à « l'autonomisation des individus à faibles revenus » à travers des formations, de l'entraide, le développement et l'autonomisation des communautés à faibles revenus en RDC. En 2021, elle organise une synergie d'action avec le ministère de l'Entrepreneuriat, des Petites et moyennes entreprises et artisanat (EPMEA).
Elle est également engagée pour la cause des femmes qu'elle soutient dans son travail de député en intégrant la notion de genre à la loi sur l'entrepreneuriat et les start-upElle organise des formations et des colloques nationaux et internationaux où elle intervient notamment sur la professionnalisation des femmes et pour les encourager à se lancer dans des carrières politiques,. En ce sens, elle est élue le 1er avril 2023 présidente de la nouvelle commission Genre, enfants et personnes vulnérables lors de la 13e conférence internationale sur la région des Grands Lacs du Fp-Cirgl, un forum interparlementaire comptant 12 États membres,.